# Angevinisches Reich

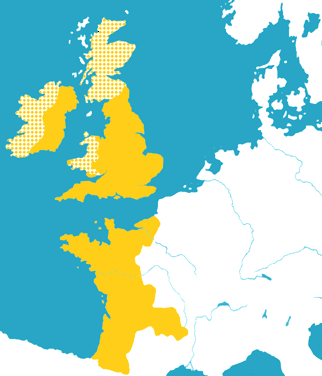
Größte Ausdehnung des angevinischen Reichs (Besitzungen durchgehend eingefärbt, Gebiete mit angevinischer Vorherrschaft kariert)

Das angevinische Reich (englisch Angevin Empire, französisch Empire angevin oder Empire Plantagenêt) ist eine moderne Bezeichnung für den umfangreichen territorialen Besitz des Hauses Plantagenet zur Zeit von etwa 1150 bis zur Mitte des 13. Jahrhunderts. Der Besitz umfasste hauptsächlich die gesamte westliche Hälfte Frankreichs sowie das Königreich England.

## Name des Reiches
Das französische Adjektiv angevin („von Anjou“) bezeichnet die Bewohner und deren gesprochenen Dialekt aus der französischen Landschaft Anjou um den Hauptort Angers. In der Antike siedelte dort der keltische Volksstamm der Andegaven, nach denen sich die mittelalterlichen Grafen des Anjou im damaligen Latein entweder comes Andecavorum („Graf der Angeviner“) oder comes Andegavensis („Graf von Anjou“) nannten.
Das Anjou war das Stammland der Plantagenets, weshalb diese Familie in England oft auch als first Angevin Dynasty bezeichnet wird, in Unterscheidung zur zweiten und dritten Anjou-Dynastie. Der Begriff Angevin Empire selbst ist eine Wortschöpfung der jüngeren Geschichtsforschung und wurde erstmals von der britischen Historikerin Kate Norgate in ihrem 1887 veröffentlichten Werk England under the Angevin Kings verwendet. Dabei ist allerdings die Verwendung des Terminus Empire (Imperium, Reich) unter Historikern umstritten, da während des Mittelalters im engeren staatsrechtlichen Sinn nur das Heilige Römische Reich (Sacrum Romanum Imperium) und Byzanz als direkter Nachfolger des Römischen Reiches als „Reiche“ zu verstehen waren, zumal die Plantagenets niemals über einen kaiserlichen Titel (imperator, augustus) verfügten, der ihre Herrschaft über den Länderkomplex legitimiert hätte.
Vielmehr bestand das „angevinische Reich“ aus einer Vereinigung mehrerer Rechtstitel innerhalb der Plantagenetsfamilie. Der höchste Titel, den sie führten, war der eines Königs von England (regi Angliæ), mit dem allerdings ausschließlich in England Herrschaftsrechte verbunden waren, weshalb bei dem „angevinischen Reich“ auch nicht von einem „englischen Reich“ gesprochen werden kann, ebenso wenig wie die festländischen Gebiete englisches Hoheitsgebiet waren. Für ihre Gebiete auf dem französischen Festland verfügten die Plantagenets über die jeweils zugehörenden Rechtstitel, die ihre Herrschaft dort begründeten.
In Frankreich wird statt von einem angevinischen vom Empire Plantagenêt gesprochen.

## Entstehung

Frankreich in der zweiten Hälfte des 12. Jahrhunderts
(rot der französische Teil des angevinischen Reichs; dunkelblau die französische Krondomäne).

Die Grafen von Anjou waren französische Feudalfürsten, die bis zur Mitte des 12. Jahrhunderts zu den mächtigsten Vasallen des französischen Königs aufgestiegen waren. Neben ihrem Stammland Anjou, das sich im unteren Loiretal um Angers befand, kontrollierten sie schon die angrenzenden Gebiete um Tours und Le Mans (zusammen Grand-Anjou genannt). Das angevinische Reich verdankte seine Entstehung maßgeblich zwei Ehen des Grafenhauses: zuerst im Jahr 1128 jener des Grafen Gottfried V. von Anjou, der schon von Zeitgenossen – vielleicht nach seiner Helmzier – Plantagenêt „Ginster“ genannt wurde, mit Mathilde, der aufgrund der vorangegangenen Ehe mit dem römisch-deutschen Kaiser Heinrich V. „Kaiserin“ genannten Erbin des anglo-normannischen Reichs. Diese Ehe brachte dem durch die beiden begründeten Haus Plantagenet den Anspruch auf die Normandie, der 1144 umgesetzt wurde, und auf das Königreich England. Heinrich II. Kurzmantel, der Sohn des Paares, heiratete 1152 die Herzogin Eleonore von Aquitanien, womit deren umfangreicher Besitz, der fast den gesamten Süden Frankreichs umfasste, an die Familie kam. Heinrich konnte zudem 1154 den englischen Thron besteigen, nachdem sein Konkurrent Stephan von Blois gestorben war.

### Besitzstand und zugehörige Vasallen
- Grafschaft Anjou
  - Grafschaft Vendôme
- Grafschaft Tours
- Grafschaft Maine
  - Vizegrafschaft Maine

- Herzogtum Normandie (1144)
  - Grafschaft Aumale
  - Grafschaft Alençon
  - Grafschaft Évreux
  - Grafschaft Perche
  - Grafschaft Eu
  - Grafschaft Meulan
  - Grafschaft Mortain
  - normannisches Vexin

- Herzogtum Aquitanien (1152)
  - Poitou (herzogliche Domäne)
  - Saintonge (herzogliche Domäne)
  - Grafschaft Angoulême
  - Grafschaft Périgord
  - Grafschaft La Marche
  - Grafschaft Auvergne
  - Vizegrafschaften des Limousin (Limoges, Turenne, Comborn, Ventadour, Rochechouart)
  - Vizegrafschaften des Poitou (Châtellerault, Thouars, Brosse)
  - unteres Berry (Châteauroux, Issoudun)
  - Grafschaft Toulouse (seit 1173 in Vasallität zu Aquitanien)

- Herzogtum Gascogne (1152)
  - Bordelais (herzogliche Domäne)
  - Agenais (herzogliche Domäne)
  - Grafschaft Armagnac
  - Grafschaft Fézensac
  - Grafschaft Astarac

Das Herzogtum Gascogne und seine Vasallen um 1150.
(Die Grafschaft Bigorre war seit 1082 ein Vasall von Aragón, die Grafschaft Comminges seit 1144 ein Vasall von Toulouse.)

  - diverse Vizegrafschaften wie Lavedan, Dax, Tartas etc.
  - Vizegrafschaft Béarn (bis 1154, danach zu Aragón)

- Königreich England (1154)
  - Königreich Schottland (seit 1157 in Vasallität zu England)
  - walisische Fürstentümer (seit 1163 in Vasallität zu England)

- Herzogtum Bretagne (1166, zuvor schon in Vasallität zur Normandie)
  - Nantais (herzogliche Domäne)
  - Rennetais (herzogliche Domäne)
  - Vannetais (herzogliche Domäne)
  - Grafschaft Penthièvre
  - Vizegrafschaft Rohan

- Ostirland (1171)
  - westirische Kleinkönige

## Stammtafel der Plantagenets

Wappen der Plantagenets

| Gottfried V. von Anjou (1113–1151) | Gottfried V. von Anjou (1113–1151) | Gottfried V. von Anjou (1113–1151) | Gottfried V. von Anjou (1113–1151) | Gottfried V. von Anjou (1113–1151)  | Gottfried V. von Anjou (1113–1151)  |                                     |                                     | Mathilde „die Kaiserin“ (1102–1167) | Mathilde „die Kaiserin“ (1102–1167) | Mathilde „die Kaiserin“ (1102–1167) | Mathilde „die Kaiserin“ (1102–1167) | Mathilde „die Kaiserin“ (1102–1167) | Mathilde „die Kaiserin“ (1102–1167) |                                     |                                     |                                     |                                     |                                    |                                    |                                    |                                    |  |  |                             |                             |                             |                             |                             |                             |  |  |  |  |  |  |  |  |  |  |  |  |  |  |  |  |  |  |  |  |  |  |  |  |
| Gottfried V. von Anjou (1113–1151) | Gottfried V. von Anjou (1113–1151) | Gottfried V. von Anjou (1113–1151) | Gottfried V. von Anjou (1113–1151) | Gottfried V. von Anjou (1113–1151)  | Gottfried V. von Anjou (1113–1151)  |                                     |                                     | Mathilde „die Kaiserin“ (1102–1167) | Mathilde „die Kaiserin“ (1102–1167) | Mathilde „die Kaiserin“ (1102–1167) | Mathilde „die Kaiserin“ (1102–1167) | Mathilde „die Kaiserin“ (1102–1167) | Mathilde „die Kaiserin“ (1102–1167) |                                     |                                     |                                     |                                     |                                    |                                    |                                    |                                    |  |  |                             |                             |                             |                             |                             |                             |  |  |  |  |  |  |  |  |  |  |  |  |  |  |  |  |  |  |  |  |  |  |  |  |
|                                    |                                    |                                    |                                    |                                     |                                     |                                     |                                     |                                     |                                     |                                     |                                     |                                     |                                     |                                     |                                     |                                     |                                     |                                    |                                    |                                    |                                    |  |  |                             |                             |                             |                             |                             |                             |  |  |  |  |  |  |  |  |  |  |  |  |  |  |  |  |  |  |  |  |  |  |  |  |
|                                    |                                    |                                    |                                    | Heinrich II. Kurzmantel (1133–1189) | Heinrich II. Kurzmantel (1133–1189) | Heinrich II. Kurzmantel (1133–1189) | Heinrich II. Kurzmantel (1133–1189) | Heinrich II. Kurzmantel (1133–1189) | Heinrich II. Kurzmantel (1133–1189) |                                     |                                     | Eleonore von Aquitanien (1123–1204) | Eleonore von Aquitanien (1123–1204) | Eleonore von Aquitanien (1123–1204) | Eleonore von Aquitanien (1123–1204) | Eleonore von Aquitanien (1123–1204) | Eleonore von Aquitanien (1123–1204) |                                    |                                    |                                    |                                    |  |  |                             |                             |                             |                             |                             |                             |  |  |  |  |  |  |  |  |  |  |  |  |  |  |  |  |  |  |  |  |  |  |  |  |
|                                    |                                    |                                    |                                    | Heinrich II. Kurzmantel (1133–1189) | Heinrich II. Kurzmantel (1133–1189) | Heinrich II. Kurzmantel (1133–1189) | Heinrich II. Kurzmantel (1133–1189) | Heinrich II. Kurzmantel (1133–1189) | Heinrich II. Kurzmantel (1133–1189) |                                     |                                     | Eleonore von Aquitanien (1123–1204) | Eleonore von Aquitanien (1123–1204) | Eleonore von Aquitanien (1123–1204) | Eleonore von Aquitanien (1123–1204) | Eleonore von Aquitanien (1123–1204) | Eleonore von Aquitanien (1123–1204) |                                    |                                    |                                    |                                    |  |  |                             |                             |                             |                             |                             |                             |  |  |  |  |  |  |  |  |  |  |  |  |  |  |  |  |  |  |  |  |  |  |  |  |
|                                    |                                    |                                    |                                    |                                     |                                     |                                     |                                     |                                     |                                     |                                     |                                     |                                     |                                     |                                     |                                     |                                     |                                     |                                    |                                    |                                    |                                    |  |  |                             |                             |                             |                             |                             |                             |  |  |  |  |  |  |  |  |  |  |  |  |  |  |  |  |  |  |  |  |  |  |  |  |
|                                    |                                    |                                    |                                    |                                     |                                     |                                     |                                     |                                     |                                     |                                     |                                     |                                     |                                     |                                     |                                     |                                     |                                     |                                    |                                    |                                    |                                    |  |  |                             |                             |                             |                             |                             |                             |  |  |  |  |  |  |  |  |  |  |  |  |  |  |  |  |  |  |  |  |  |  |  |  |
|                                    |                                    |                                    |                                    |                                     |                                     |                                     |                                     |                                     |                                     |                                     |                                     |                                     |                                     |                                     |                                     |                                     |                                     |                                    |                                    |                                    |                                    |  |  |                             |                             |                             |                             |                             |                             |  |  |  |  |  |  |  |  |  |  |  |  |  |  |  |  |  |  |  |  |  |  |  |  |
| Heinrich der Jüngere (1155–1183)   | Heinrich der Jüngere (1155–1183)   | Heinrich der Jüngere (1155–1183)   | Heinrich der Jüngere (1155–1183)   | Heinrich der Jüngere (1155–1183)    | Heinrich der Jüngere (1155–1183)    |                                     |                                     | Richard Löwenherz (1157–1199)       | Richard Löwenherz (1157–1199)       | Richard Löwenherz (1157–1199)       | Richard Löwenherz (1157–1199)       | Richard Löwenherz (1157–1199)       | Richard Löwenherz (1157–1199)       |                                     |                                     | Gottfried von Bretagne (1158–1186)  | Gottfried von Bretagne (1158–1186)  | Gottfried von Bretagne (1158–1186) | Gottfried von Bretagne (1158–1186) | Gottfried von Bretagne (1158–1186) | Gottfried von Bretagne (1158–1186) |  |  | Johann Ohneland (1167–1216) | Johann Ohneland (1167–1216) | Johann Ohneland (1167–1216) | Johann Ohneland (1167–1216) | Johann Ohneland (1167–1216) | Johann Ohneland (1167–1216) |  |  |  |  |  |  |  |  |  |  |  |  |  |  |  |  |  |  |  |  |  |  |  |  |
| Heinrich der Jüngere (1155–1183)   | Heinrich der Jüngere (1155–1183)   | Heinrich der Jüngere (1155–1183)   | Heinrich der Jüngere (1155–1183)   | Heinrich der Jüngere (1155–1183)    | Heinrich der Jüngere (1155–1183)    |                                     |                                     | Richard Löwenherz (1157–1199)       | Richard Löwenherz (1157–1199)       | Richard Löwenherz (1157–1199)       | Richard Löwenherz (1157–1199)       | Richard Löwenherz (1157–1199)       | Richard Löwenherz (1157–1199)       |                                     |                                     | Gottfried von Bretagne (1158–1186)  | Gottfried von Bretagne (1158–1186)  | Gottfried von Bretagne (1158–1186) | Gottfried von Bretagne (1158–1186) | Gottfried von Bretagne (1158–1186) | Gottfried von Bretagne (1158–1186) |  |  | Johann Ohneland (1167–1216) | Johann Ohneland (1167–1216) | Johann Ohneland (1167–1216) | Johann Ohneland (1167–1216) | Johann Ohneland (1167–1216) | Johann Ohneland (1167–1216) |  |  |  |  |  |  |  |  |  |  |  |  |  |  |  |  |  |  |  |  |  |  |  |  |
|                                    |                                    |                                    |                                    |                                     |                                     |                                     |                                     |                                     |                                     |                                     |                                     |                                     |                                     |                                     |                                     | Arthur von Bretagne (1187–1203)     | Arthur von Bretagne (1187–1203)     | Arthur von Bretagne (1187–1203)    | Arthur von Bretagne (1187–1203)    | Arthur von Bretagne (1187–1203)    | Arthur von Bretagne (1187–1203)    |  |  | Heinrich III. (1207–1272)   | Heinrich III. (1207–1272)   | Heinrich III. (1207–1272)   | Heinrich III. (1207–1272)   | Heinrich III. (1207–1272)   | Heinrich III. (1207–1272)   |  |  |  |  |  |  |  |  |  |  |  |  |  |  |  |  |  |  |  |  |  |  |  |  |
|                                    |                                    |                                    |                                    |                                     |                                     |                                     |                                     |                                     |                                     |                                     |                                     |                                     |                                     |                                     |                                     | Arthur von Bretagne (1187–1203)     | Arthur von Bretagne (1187–1203)     | Arthur von Bretagne (1187–1203)    | Arthur von Bretagne (1187–1203)    | Arthur von Bretagne (1187–1203)    | Arthur von Bretagne (1187–1203)    |  |  | Heinrich III. (1207–1272)   | Heinrich III. (1207–1272)   | Heinrich III. (1207–1272)   | Heinrich III. (1207–1272)   | Heinrich III. (1207–1272)   | Heinrich III. (1207–1272)   |  |  |  |  |  |  |  |  |  |  |  |  |  |  |  |  |  |  |  |  |  |  |  |  |
|                                    |                                    |                                    |                                    |                                     |                                     |                                     |                                     |                                     |                                     |                                     |                                     |                                     |                                     |                                     |                                     |                                     |                                     |                                    |                                    |                                    |                                    |  |  | Könige von England bis 1485 |                             |                             |                             |                             |                             |  |  |  |  |  |  |  |  |  |  |  |  |  |  |  |  |  |  |  |  |  |  |  |  |

## Charakter des Reiches
Das angevinische Reich war kein in sich vereintes Staatsgefüge, es entsprach vielmehr einer Zusammenfassung mehrerer Territorien, die in Personalunion von einem Herrscher regiert wurden. Das heißt, es existierte keine einende Reichsideologie wie etwa im Heiligen Römischen Reich, auch gab es keine einheitliche Reichsverwaltung noch ein besonderes Zusammengehörigkeitsgefühl unter den Untertanen der jeweiligen Reichsteile. Vielmehr besaß jeder Reichsteil eine eigene Verwaltung und eigene Rechtsgewohnheiten. Auch war die Herrschergewalt in den jeweiligen Territorien unterschiedlich ausgeprägt. War zum Beispiel die Herrschaft in England oder der Normandie mittels einer zentralisierten Verwaltung stark auf die Person des Königs bzw. des Herzogs ausgerichtet, war sie in Aquitanien oder der Bretagne nur schwach ausgebildet und in erster Linie von der Gefolgschaftstreue mächtiger Vasallen abhängig.
Ein weiteres entscheidendes Merkmal des angevinischen Reichs, das maßgeblich zu seinem Untergang beitrug, war die Lehnszugehörigkeit seiner festländischen Territorien zum französischen Königreich. Das heißt, die Plantagenets waren für diese Gebiete Vasallen der französischen Könige, denen sie zur Gefolgschaftstreue verpflichtet waren. Nicht selten nutzten die französischen Könige der Kapetingerdynastie ihre, den Plantagenets übergeordnete, lehnsrechtliche Position, um diese zu schwächen, denn die Könige Frankreichs verfügten im Vergleich zu den Plantagenets nur über ein verschwindend geringes Gebiet, die Krondomäne, auf das sie einen direkten Zugriff besaßen. Die Herrschaft über ihr Königreich hing also ebenfalls von der Gefolgschaftstreue ihrer Vasallen zu ihnen ab. Die Plantagenets in ihrer Machtfülle stellten dabei ein ständiges Bedrohungspotenzial für sie dar. Die Errichtung einer starken Königsgewalt in Frankreich konnte letztlich nur über die Zerschlagung des Territorialkonglomerats der Plantagenets gehen.

## Geschichte

### Konsolidierung unter HeinrichII. Kurzmantel
Unter Heinrich II. Kurzmantel erreichte das angevinische Reich seine größte territoriale Ausdehnung. Er konnte 1151 von seinem Vater neben den Stammbesitzungen der Familie um Anjou, Maine und Touraine bereits das Herzogtum Normandie übernehmen. Zusammen mit seinem Vater hatte er kurz vor dessen Tod dem französischen König Ludwig VII. für diese Gebiete in Paris den Lehnseid abgelegt. Dabei begann Heinrich mit der Königin Eleonore von Aquitanien eine Beziehung, die schließlich in der Heirat mit ihr im selben Jahr mündete, nachdem sich Eleonore von ihrem ersten Mann scheiden ließ. Damit wurden alle wesentlichen Gebiete des angevinischen Reichs in diesem Paar vereint, aber zugleich auch der Beginn der Rivalität des französischen Königs und Ex-Ehemanns von Eleonore zu den Plantagenet gelegt. Allein schon die Hochzeit geschah ohne Einwilligung König Ludwigs VII., als dem Lehnsherrn beider Ehepartner. Zu einer Entspannung des Konfliktes kam es am 5. Februar 1156 im Vexin, indem Heinrich für alle Festlandsbesitzungen, einschließlich derjenigen seiner Frau, Ludwig VII. huldigte.
Nach dem Tod König Stephans 1154 konnte Heinrich dessen Nachfolge im Königreich England antreten. In seiner Eigenschaft als englischer König konnte er die Oberherrschaft über die britische Insel erlangen. 1157 huldigten ihm der schottische König und im Juli 1163 die walisischen Fürsten. Im Oktober 1171 setzte er nach Irland über, dessen östliche Hälfte er seiner direkten Herrschaft unterwerfen konnte und in dessen westlicher Hälfte er als Oberherr anerkannt wurde.

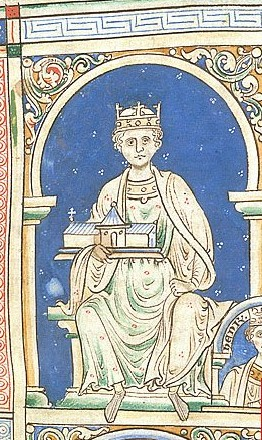
Heinrich II. Kurzmantel

Auch auf dem Festland betrieb Heinrich eine offensive Expansionspolitik. Sein Hauptgegner dort war der Graf von Toulouse, auf dessen Grafschaft Heinrichs Ehefrau einen Anspruch besaß, der schon seit Generationen in ihrer Familie erhoben wurde. 1159 startete Heinrich das größte militärische Vorhaben seiner Herrschaft um diesen Anspruch gewaltsam durchzusetzen. Hier aber kollidierte er erstmals mit den Gesetzmäßigkeiten des französischen Feudalgefüges. Graf Raimund V. von Toulouse wandte sich hilfesuchend an König Ludwig VII. von Frankreich, der sich in das belagerte Toulouse begab und sich Heinrich zu erkennen gab, der darauf die Belagerung aufgeben musste. Wenngleich Heinrich militärisch in der Lage war, die Stadt zu nehmen, kam für ihn eine Gefährdung seines Lehnsherrn nicht in Frage. Eine derartige Missachtung eines auf Vertrauen und Treue basierendes Verhältnis hätte nicht nur zu einem Bruch dieses geführt, sondern auch einen Präzedenzfall für Heinrichs eigene Vasallen, zur Auflösung ihrer Bindung an ihn, geliefert. Zu einer Aussöhnung mit dem Grafen von Toulouse kam es 1173 in Limoges, der dort den Plantagenets huldigte und seine Grafschaft fortan als Lehen Aquitaniens hielt.
Das Verhältnis der Plantagenets zu ihren Vasallen war schon unter Heinrich II. Kurzmantel nicht spannungsfrei. Besonders in den Reichsteilen, in denen der Lehnsadel eine traditionell starke Position gegenüber dem Lehnsherren einnahm, kam es wiederholt zu Revolten des lokalen Adels gegen ihn. In der Bretagne und in Aquitanien stieß er auf starken Widerstand. Der aquitanische Adel, an seiner Spitze die Lusignans, wehrte sich vehement gegen Heinrichs Versuche die herzogliche Gewalt zu stärken. Dieser Widerstand, aber auch Heinrichs kirchenpolitischer Konflikt mit Thomas Becket, wurde stillschweigend vom französischen König gefördert, der sich dadurch eine Schwächung des Plantagenet erhoffte. Um den unterschiedlichen Gegebenheiten in seinen Ländereien Rechnung zu tragen und um das Verhältnis zu König Ludwig VII. zu entspannen, entschloss sich Heinrich zu einer formellen Teilung seiner Macht.
Dazu traf er sich in Begleitung seiner Söhne am 6. Januar 1169 in Montmirail zu einer persönlichen Begegnung mit dem französischen König. Dort setzte Heinrich seinen ältesten Sohn, Heinrich den Jüngeren, in Anjou, Normandie und Bretagne und den zweitältesten, Richard, in Aquitanien ein. Alle drei huldigten anschließend dem französischen König, Heinrich für den Gesamtbesitz und dessen Söhne für die ihnen zugewiesenen Gebiete. Die Bretagne sollte ein Jahr später vom dritten Sohn, Gottfried, übernommen werden, der dafür seinem älteren Bruder Heinrich dem Jüngeren huldigen musste, da die Bretagne ein feudum der Normandie war. Der jüngste Sohn, Johann, erhielt in der Vereinbarung von Montmirail kein Land zugewiesen (daher „Ohneland“), er wurde erst 1177 zum Herren von Irland (Dominus Hiberniae) ernannt. In Montmirail wurde zusätzlich eine Ehe zwischen der Prinzessin Margarethe von Frankreich und Heinrich dem Jüngeren vereinbart, der im folgenden Jahr zudem zum (Mit)König von England gekrönt wurde.
Trotz der Herrschaftsteilung dachte Heinrich nicht daran, seine Söhne an der tatsächlichen Macht teilhaben zu lassen und bestimmte weiterhin allein die Politik seiner Familie. Dies förderte den Unmut der Söhne, die sich angetrieben von ihrer Mutter und unterstützt durch König Ludwig VII. von Frankreich und König Wilhelm I. von Schottland im Jahr 1183 gegen ihren Vater erhoben. Durch den Einsatz von Söldnerkompanien (Brabanzonen) konnte er jedoch sowohl auf der britischen Insel als auch auf dem Festland bis September 1184 die Rebellion niederschlagen. Königin-Herzogin Eleonore nahm er gefangen, und seine Söhne unterwarfen sich wieder seiner Autorität. Um sich mit dem französischen König auszusöhnen, wurde 1174 eine zusätzliche Ehe zwischen Richard und der Prinzessin Alice (Alix) von Frankreich verhandelt. Damit sollte auch eine Lösung in dem lang anhaltenden Konflikt über die Besitzrechte des normannischen Vexin mit seiner strategisch wichtigen Festung Gisors gefunden werden. Das Vexin befand sich seit längerem in der Hand der Herzöge der Normandie und damit seit 1144 bei den Plantagenets, was die französische Krone aber nie anerkannt hatte. Um diesen Konflikt zu entschärfen, sollte das Vexin als Mitgift für Alice gelten, durch deren Ehe mit Richard der Besitzstatus des Vexin legitimiert werden sollte. Allerdings ging Richard in den folgenden Jahren dem Ehebund mit Alice beharrlich aus dem Weg und lieferte damit einen weiteren Konfliktgrund mit dem französischen Königshaus.
Im Jahr 1180 starb König Ludwig VII. von Frankreich, und seine Nachfolge trat König Philipp II. an, mit dem der Gegensatz zwischen Kapetingern und Plantagenets in eine neue Phase trat. Dabei konnte Heinrich II. Kurzmantel zunächst als Schutzherr des jungen Königs auftreten, der sich in einem wechselseitigen Konflikt mit seiner Mutter, den Grafen von Blois-Champagne und dem Grafen von Flandern um die Regentschaft befand. Nachdem sich Philipp II. gegen seine Gegner durchgesetzt hatte, nahm er sofort die nächste Gelegenheit wahr, um sich mit seinem einstigen Beschützer auseinanderzusetzen. Als Anlass dazu diente ihm der Alice-Vexin-Konflikt und in die Hände spielte ihm erneuter Streit unter den Plantagenets. Heinrich der Jüngere forderte vom Vater nachdrücklich eine Beteiligung an der Macht. Um einen erneuten gewaltsamen Streit zu vermeiden, forderte Heinrich II. Kurzmantel seine jüngeren Söhne im Frühjahr 1183 in Le Mans dazu auf, ihrem älteren Bruder zu huldigen. Dies aber lehnte Richard, der seit der Gefangenschaft seiner Mutter faktisch allein in Aquitanien regierte, ab. In dem nun ausbrechenden Bruderkampf wurde der jüngere Heinrich von König Philipp II. mit Söldnern und Geld unterstützt, während Richard die Unterstützung vom Vater erhielt. Zu Richards Gegnern gesellten sich auch seine eigenen Vasallen in Aquitanien, die seit seiner Herrschaft einen ständigen Unruheherd für ihn bildeten. Der Kampf endete jedoch, nachdem im Juni 1183 überraschend der jüngere Heinrich starb. Der Konflikt wurde darauf beendet, indem Heinrich II. Kurzmantel am 6. Dezember 1183 in Gisors König Philipp II. für alle Festlandsgebiete huldigte. Ein weiterer Erfolg stellte sich für Philipp II. in der Bretagne ein, nachdem 1184 Gottfried an seinen Hof zog und vermutlich ihm für sein Herzogtum huldigte. Dieses Territorium ging den Plantagenets damit faktisch verloren, da sich die Ehefrau Gottfrieds nach dessen Tod 1186 entschieden gegen die Familie ihres Mannes stellte.
Die anschließend anstehende Nachfolgefrage um das Samterbe der Plantagenets führte sogleich zu neuem Streit in dieser Familie. König Heinrich II. favorisierte dabei seinen jüngsten Sohn Johann, dem er die Normandie übertragen und den er mit der Prinzessin Alice (Alix) verheiraten wollte. Diese faktische Enterbung Richards führte diesen 1187 in ein Zweckbündnis mit Philipp II. gegen den Vater. Philipp II. konnte dadurch bedeutende militärische Erfolge im unteren Berry erreichen, wo er im Mai 1187 Issoudun und am 11. August 1188 Châteauroux einnehmen konnte. Am 18. November 1188 huldigte Richard in Bonsmoulins dem französischen König neben Aquitanien auch für Anjou und Normandie, das ihm noch nicht einmal gehörte, wodurch er aber den endgültigen Bruch mit seinem Vater besiegelte. Der erschien 1189 mit einem Heer in Frankreich, um den Kampf aufzunehmen, wurde jedoch schnell von seinen Feinden besiegt und floh vor seinem Sohn nach Chinon. Am 4. Juli 1189 musste sich Heinrich II. Kurzmantel im Vertrag von Azay-le-Rideau geschlagen geben und alle Eroberungen Richards und Philipps II. anerkennen. Zwei Tage später starb er in Chinon.

### Richard Löwenherz gegen PhilippII. August
Mit dem Tod des alten Heinrich zerfiel auch das Bündnis des nunmehrigen englischen Königs und Alleinherrschers des angevinischen Reichs Richard mit Philipp II. von Frankreich. Obwohl Richard am 22. Juli 1189 in Chaumont-en-Vexin dem französischen König für alle Festlandsbesitzungen huldigte, verweigerte er weiterhin die dringlich geforderte Ehe mit Alice, womit der Streit um das Vexin weiterhin aktuell blieb. Ein tiefer greifendes Zerwürfnis blieb zunächst aus, da sich beide Könige zur Durchführung eines Kreuzzuges zur Rückeroberung von Jerusalem verpflichtet hatten. Richard vertraute für die Zeit seiner Abwesenheit die Regentschaft im Reich ihm nahestehenden Gefolgsleuten an. In England waren dies die chief justiciars Wilhelm von Longchamp und Hubert Walter, Erzbischof von Canterbury.

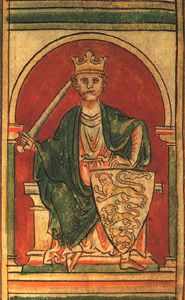
Richard Löwenherz

Im Verlauf des Dritten Kreuzzuges, den beide Könige 1190 antraten, kam es dann aber zum Bruch zwischen ihnen, nachdem Richard auf Zypern Berengaria von Navarra geheiratet und damit die Verstoßung der Prinzessin Alice vollendet hatte. Für den französischen König stellte diese Zurückweisung seines Vasallen einen erheblichen Ansehensverlust dar, zumal Richard auch die Forderung auf die Restitution des Vexins an Philipp II. ignorierte. Der König von Frankreich beendete im Juli 1191 seinen Kreuzzug und kehrte in die Heimat zurück, während Richard noch im heiligen Land blieb, um gegen Saladin zu kämpfen. In dieser Zeit forcierte Philipp II. den Kampf gegen Richard und fand in dessen Bruder Johann einen Verbündeten.
Prinz Johann verfolgte während der Abwesenheit seines Bruders eigene Interessen, nachdem er um eine mögliche Nachfolge im angevinischen Reich bangen musste. Während der Überfahrt Richards in das heilige Land hatte dieser auf Sizilien mit dem dortigen König Tankred von Lecce ein Abkommen geschlossen, das gegen die Italienpolitik Kaiser Heinrichs VI. gerichtet war. In diesem Abkommen versprach Richard die Hochzeit zwischen seinem Neffen Arthur von Bretagne und einer Tochter König Tankreds. Damit hatte Richard den Neffen zum Nachfolger im Falle einer eigenen Kinderlosigkeit designiert, was die Aussichten Johanns auf die Nachfolge in Frage stellte. In der Folge opponierte Johann mit der Hilfe Philipps II. in England gegen die von Richard eingesetzten Regenten, was zu bürgerkriegsähnlichen Zuständen führte. Zugleich führte Philipp II. Feldzüge in die Auvergne und die obere Normandie durch, wo er mehrere Burgen erobern konnte.
Richards Verhalten auf dem Kreuzzug hatte zugleich Philipps II. diplomatische Position in diesem Konflikt begünstigt, der zunehmend europäische Ausmaße annahm. Durch das sizilianische Abkommen Richards gewann Philipp II. den Kaiser als natürlichen Verbündeten und durch eine Beleidigung gegenüber dem Herzog von Österreich wurde der zu einem Feind Richards. Auf der Rückreise in die Heimat wurde Richard im Dezember 1192 in Österreich vom Herzog gefangen genommen und an den Kaiser ausgeliefert. Die Gefangennahme seines Rivalen nutzte Philipp II. im Frühjahr 1193 zu einem Angriff auf die Normandie, wo er Burgen wie Pacy, Ivry und vor allem das lang geforderte Gisors einnehmen konnte. In einem durch Richard ermächtigten Friedensabkommen (Mantes, 9. Juli 1193) bekam Philipp II. alle Eroberungen bestätigt. Trotz der Haft Richards konnte Philipp II. nun nur indirekt gegen ihn vorgehen, da er aufgrund eigener familieninterner Probleme mit dem Papst in einen Konflikt geriet. Philipp II. förderte stattdessen Prinz Johann in seinen Ambitionen, der im Gegenzug zum Verzicht auf die obere Normandie und die Touraine, sowie im Falle einer erfolgreichen Übernahme des englischen Thrones zu einer Lehnsnahme Englands zugunsten Frankreichs bereit war. Willkommen waren für Philipp II. auch die notorisch aufrührerischen Barone in Aquitanien, die ebenso die Gefangenschaft ihres Lehnsherren für einen abermaligen Aufstand gegen ihn nutzten. In der Zwischenzeit konnte Richard seine Position gegenüber dem Kaiser verbessern, indem er in Deutschland vermittelnd im Konflikt zwischen Staufern und Welfen wirkte und gegenüber dem Kaiser für das englische Regnum huldigte. Die schnelle Zahlung des Lösegeldes bewirkte Anfang 1194 seine Freilassung.
Richard zog zuerst nach England, wo er schnell die öffentliche Ordnung wiederherstellte, doch schon im Mai 1194 setzte er in die Normandie über, um dort seinen Bruder Johann zur Unterwerfung zu zwingen, der fortan loyal zu Richard blieb. England, das Richard nie wieder betreten sollte, ließ er unter der Verwaltung seiner Vertrauten zurück, deren Aufgabe in erster Linie darin bestand, die finanziellen Ressourcen zu beschaffen, die er zur Finanzierung seines Krieges auf dem Festland benötigte. England war neben der Normandie der am besten organisierte Teil des angevinischen Reichs. Vor allem Richards Vater hatte dort die Errichtung eines Verwaltungs- und Steuersystems betrieben, das an Effizienz im Abendland seiner Zeit unübertroffen war. Und doch nahm England in der Wahrnehmung Richards nur die Rolle einer Nebenprovinz ein, deren schier unerschöpfliche Geldreserven die finanzielle Hauptlast für den Kreuzzug, das Lösegeld an den Kaiser und eines intensiven Burgenbaus in der Normandie (Château Gaillard) trug. Diese Finanzpolitik führte in der Endphase von Richards Herrschaft in England erstmals zu einer breiten Ablehnung unter den Baronen und der städtischen Bevölkerung. Auf einem Konzil in Oxford (7. Dezember 1197), auf dem Richards Statthalter sowohl vom Adel und dem Klerus neue Steuerbewilligungen verlangten, übte der Bischof von Lincoln, Hugh von Avalon, öffentliche Kritik an den Geldforderungen des Königs. Der Bischof wies darauf hin, dass Klerus und Adel Englands zwar zur Verteidigung des Königreiches verpflichtet seien, nicht aber zur Beteiligung an den dynastischen Konflikten seines Königs auf dem Festland. Ungeachtet dieses offen zu Tage tretenden Mangels eines angevinischen Reichsbewusstseins setzte Richard seinen Krieg fort. Um englische Belange kümmerte er sich nicht mehr, was den Abfall der Waliser unter Lord Rhys zur Folge hatte.
In Frankreich konnte Richard schnell die Oberhand über Philipp gewinnen, nachdem er ihn im Juli 1194 bei Fréteval geschlagen hatte und ihm mehrere Burgen abnehmen konnte. Damit nötigte er Philipp am 15. Januar 1196 zu einem Frieden in Louviers, in dem Richard aber auch erstmals eigene Gebietsverluste an Philipp akzeptierte. Darauf versuchte Richard im April 1196, die Kontrolle über die Bretagne zurückzugewinnen, was aber seine Schwägerin Konstanze verhinderte, indem sie ihren Sohn und Richards designierten Erben, Arthur, an den Hof nach Paris schickte. Um sich für seinen vorrangigen Kampf gegen Philipp zu entlasten, strebte Richard auch einen Ausgleich mit dem Grafen Raimund VI. von Toulouse an, der trotz seiner Lehnsnahme stets gegen die Plantagenets aufbegehrt hatte. In einem Abkommen erkannte Richard den Grafen in seinen Besitzungen an und verheiratete ihn mit seiner Schwester Johanna, die mit dem Agenais als Mitgift ausgestattet wurde. Im Juni 1196 nahm König Philipp II. den Krieg wieder auf und eroberte die starke normannische Burg Aumale. Richard begegnete dieser Offensive mit einem Bündnis mit dem Grafen von Flandern, um Philipp so einen Zweifrontenkrieg aufzuzwingen. Seine diplomatischen Aktivitäten dehnte er auch auf Deutschland aus, wo er nach dem Tod Kaiser Heinrichs VI. die Wahl seines Neffen Otto von Braunschweig unterstützte. Im September 1198 konnte Richard erneut seinen Rivalen Philipp in der Schlacht bei Gisors persönlich schlagen. Unter päpstlicher Vermittlung nahmen beide Parteien erneute Friedensgespräche auf, in denen unter anderem eine Ehe des französischen Thronfolgers mit einer Nichte Richards vereinbart wurde. Bevor Richard diesen neuen Frieden ratifizieren konnte, starb er unerwartet im April 1199 auf einem Feldzug gegen einen rebellierenden Vasallen in Aquitanien.

### Zusammenbruch unter Johann Ohneland
Begünstigt durch die Hilfe seiner Mutter, die im Juli 1199 für Aquitanien an Philipp II. gehuldigt hatte, wurde Johann relativ schnell in allen Teilen des angevinischen Reichs anerkannt, obwohl es aufgrund unterschiedlicher Gewohnheiten im Erbrecht zu Unsicherheiten unter den Vasallen im Bezug auf die Erbrechte Arthurs von Bretagne kam. Philipp II. von Frankreich nutzte den Tod Richards und das Ausbleiben des Friedensabkommens, um sofort den Krieg gegen seinen einstigen Verbündeten Johann zu beginnen. Dabei gelangen ihm größere Eroberungen in der Normandie, wo sich ihm die Grafen von Évreux und Meulan unterwarfen. Johann selbst ging dem Kampf aus dem Weg und zog nach England, wo er seine Krönung begehen wollte. Dadurch erreichte Philipp eine weit bessere Verhandlungsbasis, als er sie noch gegenüber Richard besaß. Am 22. Mai 1200 akzeptierte Johann im Vertrag von Le Goulet erhebliche Gebietsverluste in der Normandie und im Berry zugunsten Philipps, erhielt aber im Gegenzug von ihm die Anerkennung in allen anderen festländischen Besitzungen.

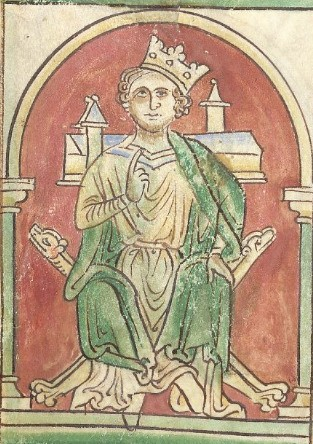
Johann Ohneland

Das anschließende Fehlverhalten Johanns lieferte dem französischen König aber einen erneuten Vorwand, um militärisch und auch gerichtlich gegen Johann vorzugehen. Der hatte im August 1200 mit Isabella von Angoulême die Tochter eines seiner aquitanischen Vasallen entführt und geheiratet. Die Braut war aber zuvor schon mit einem Spross der Lusignanfamilie verlobt gewesen, die nun ihrerseits in dieser Sache an König Philipp II. appellierten, der darauf einen Lehnsprozess gegen Johann aufnahm. Nachdem Johann mehreren Aufforderungen, vor dem Gericht zu erscheinen, nicht nachkam, wurde über ihn 1202 ein Versäumnisurteil verhängt, indem er all seiner Lehen in Frankreich für verlustig erklärt wurde. Zur Durchsetzung des Urteils griff Philipp auf den Prinzen Arthur von Bretagne zurück, der dem französischen König für alle angevinischen Besitzungen in Frankreich huldigte. Trotz eines Sieges über Arthur bei Mirebeau im Juli 1202 konnte Johann den Zusammenbruch des angevinischen Reichs nicht mehr aufhalten. Nachdem sich seit dem Frühjahr 1203 in Frankreich das Gerücht über die Ermordung des gefangenen Prinzen Arthur durch Johann verbreitete, fielen in faktisch allen angevinischen Territorien die Vasallen von ihm ab und unterstellten sich der direkten Herrschaft des Königs von Frankreich. Der konnte dadurch bis zum Jahr 1204 im Handstreich das gesamte Gebiet nördlich der Loire, also Normandie, Anjou, Maine und Touraine, unter seine Herrschaft bringen. Und auch in Aquitanien und Gascogne brach die Plantagenetherrschaft noch im selben Jahr in sich zusammen, nachdem die Königin-Herzogin Eleonore gestorben war. Obwohl Johann dort als Herzog in der Rechtsnachfolge seiner Mutter stand, zeigte er diesen Gebieten nur geringes Interesse und überließ seine dortigen Vasallen weitestgehend sich selbst, lediglich im Poitou und der Saintonge wurde seine nominelle Herrschaft durch eingesetzte Seneschalle aufrechterhalten. Die Gascogne wurde 1206 kurzzeitig von König Alfons VIII. von Kastilien besetzt, der das Land als Mitgift seiner Frau, einer Schwester Johanns, betrachtete. In einem im gleichen Jahr geschlossenen Abkommen hob Alfons VIII. die Besetzung wieder auf. Das zu Toulouse bestehende Lehnsverhältnis war dagegen faktisch beendet.
Johanns tatsächlicher Herrschaftsraum begrenzte sich aber vor allem auf das englische Königreich, um dessen Belange er sich folglich stärker als sein Bruder zu kümmern versuchte. Neben dem Ausbau der königlichen Verwaltung brachte er gegenüber der Peripherie des Landes die Autorität der Krone zur Geltung. Im August 1209 erneuerte er bei Norham die englische Oberherrschaft über den schottischen König, die seit der Regierung Richards faktisch nicht mehr wahrgenommen wurde. In Irland unterwarf Johann 1210 mit äußerster Härte jene normannische Lords, die sich unter Richards Abwesenheit zu selbstständige Fürsten aufgeschwungen hatten. Danach betrieb er die Konsolidierung seiner Herrschaft durch die Etablierung einer königlichen Zentralverwaltung nach englischem Vorbild und durch eine systematische Städtepolitik (z. B. Dublin, Cork). Ähnlich ging Johann die Unterwerfung der walisischen Fürsten an, die er in mehreren Feldzügen bis 1211 zur Anerkennung seiner Oberhoheit zwang. Durch den Bau eines Burgensystems sicherte er seine Herrschaft in Wales zusätzlich ab.
Trotz dieser Erfolge geriet Johann in den folgenden Jahren gegenüber seinen englischen Baronen zunehmend in Bedrängnis. Anlass dazu gab er selbst durch eine aggressive Kirchenpolitik, die ihm die Exkommunikation einbrachte, und durch die Fortführung der Steuerpolitik seines Bruders, die ihm vorrangig zur Rückeroberung der familiären Festlandsgebiete diente. Für dieses Ziel engagierte er sich für seinen Neffen Kaiser Otto IV. im deutschen Thronstreit gegen die Staufer, um diesen als Alliierten gegen den König von Frankreich zu gewinnen. Zusätzlich betrieb Johann eine intensive Bündnispolitik im für die englische Exportwirtschaft wichtigen flämisch-niederländischen Raum gegen Frankreich. Diese Aktivitäten führten im Gegenzug zur Parteinahme Frankreichs für den jungen sizilianischen König Friedrich II. von Hohenstaufen als Gegenkandidaten zum welfischen Kaiser. 1213 konnte Johann eine Invasion Frankreichs in England durch eine rechtzeitige Unterwerfung unter den Papst begegnen, den er als Lehnsherr Englands anerkannte und dafür vom Bann gelöst wurde. Darauf entschloss sich das englisch-welfische Bündnis im Folgejahr zu einer großen Offensive gegen Frankreich, nachdem die Position Kaiser Ottos im Reich durch die Ankunft Friedrichs zunehmend in Frage gestellt wurde. Johann landete im Frühjahr 1214 mit einem Heer im Poitou und drang in das Anjou vor, um das Stammland seiner Familie zurückzuerobern, während gleichzeitig Kaiser Otto mit einem Heer in Flandern vorrückte. Am 2. Juli wurde Johann bei Roche-aux-Moines vom französischen Kronprinzen Ludwig VIII. dem Löwen überrascht und in einem kurzen Kampf in die Flucht geschlagen. Wenige Wochen später am 27. Juli konnte König Philipp II. in der Schlacht bei Bouvines den entscheidenden Sieg über den Kaiser erringen.
Mit der Niederlage bei Bouvines verlor Johann die letzte Chance, das Reich seiner Familie wiederherzustellen. Auch in England war seine Herrschaft nun gefährdet, da sich die Barone gegen ihn erhoben. In der Magna Carta (12. Juni 1215) musste er ihnen weitreichende rechtliche Zugeständnisse und eine Beteiligung an der Macht gewähren. Der Versuch, dieser Entwicklung entgegenzuwirken, führte 1216 zu einem Abfall seiner Barone, die dem französischen Kronprinzen die englische Krone anboten. Prinz Ludwig konnte im Mai 1216 in London einziehen und weite Teile Englands unter seine Kontrolle bringen. Nur der Tod Johanns am 26. Oktober in Newark rettete den Plantagenets den Thron, nachdem sein Sohn Heinrich III. umgehend zum König gekrönt und vom Papst anerkannt wurde. Anschließende militärische Erfolge der Anhänger Heinrichs III. bei Lincoln und Sandwich führten im September 1216 zu einem Abzug Ludwigs.

### Der Vertrag von Paris 1259

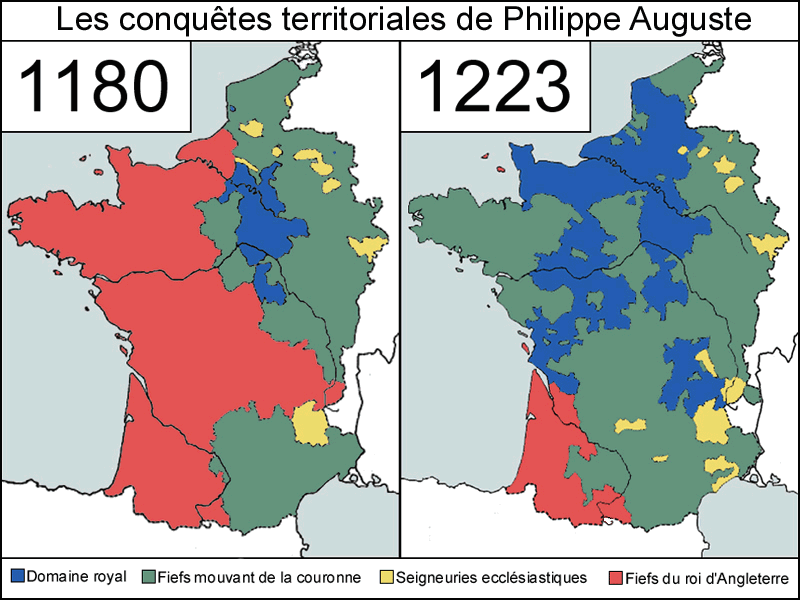
Frankreich während und nach dem Ende des angevinischen Reichs

Nachdem Ludwig VIII. den französischen Thron bestiegen hatte, führte er 1224 einen Feldzug in das Poitou, wo sich ihm die letzten Anhänger der Plantagenet ergaben. Nur die Gascogne konnte durch den Prinzen Richard von Cornwall gehalten werden. Der Lehnsadel Aquitaniens trat in den folgenden Jahren in ein direktes Treueverhältnis zur französischen Krone, womit das aquitanische Herzogtum faktisch aufgelöst wurde. König Heinrich III. von England war aber nicht bereit den Verlust zu akzeptieren. Nachdem ehemals angevinische Territorien an Prinzen des französischen Königshauses als Apanagen vergeben wurden, entschloss er sich im Jahr 1242 zu einer Offensive gegen den jungen König Ludwig IX. den Heiligen. Aber schon wenige Tage nachdem er an der Küste der Saintonge gelandet war, wurde er am 21. Juli in der Schlacht bei Taillebourg geschlagen, worauf er sich nach England zurückziehen musste.
Obwohl Heinrich III. weiterhin auf seine Ansprüche nicht verzichten wollte, fand mit der Niederlage bei Taillebourg der Kampf um das angevinische Reich damit sein Ende. Die nächsten Jahre waren von mehreren Waffenstillständen zwischen England und Frankreich geprägt. Ähnlich wie schon sein Vater geriet Heinrich III. mit den englischen Baronen in einen Machtkampf, der auch sein Engagement auf dem Festland als Ursache hatte, das die Barone nicht länger bereit waren mitzutragen. Schließlich sah sich Heinrich III. zu einem dauerhaften Frieden mit Frankreich genötigt. Nach der tatkräftigen Vermittlung seiner Ehefrau, deren Schwester mit Ludwig IX. von Frankreich verheiratet war, kam es am 28. Mai 1258 zur Unterzeichnung des Vertrages von Paris, der den annähernd einhundert Jahre währenden Kriegszustand zwischen den Plantagenets und der französischen Krone beendete. Heinrich III. erkannte darin die vorangegangenen Verluste der Plantagenets an die Krone Frankreichs an, wurde im Gegenzug in dem Besitz der Gascogne (Guyenne) bestätigt und erhielt mit der Saintonge und Teilen des Angoumois und Périgords weitere Gebiete zurückerstattet. Der Vertrag wurde anschließend von den englischen Baronen ratifiziert und trat am 5. Dezember 1259 in Paris mit der Huldigung Heinrichs III., für seine französischen Besitzungen, gegenüber Ludwig IX. in kraft.

## Erbe
Die Ära des angevinischen Reichs bildete den Höhepunkt in der Geschichte des französischen Feudalismus, der mit dem Zusammenbruch der karolingischen Herrschaft im 10. Jahrhundert seinen Anfang nahm. Weder vor noch nach den Plantagenets konnte eine Familie eine solch herausragende Machtposition in Frankreich einnehmen, die selbst das Königtum in ihren Schatten stellte. Dennoch nahm gerade das Angevinerreich für die weitere Entwicklung des kapetingischen Königtums eine entscheidende Rolle ein. Trotz ihrer Schwäche konnten die Kapetinger ihre Stellung an der Spitze der Lehnspyramide behaupten und damit jederzeit ihre Vasallen und damit auch die Plantagenets lehnsrechtlich belangen. In den Anstrengungen zur Überwindung der Plantagenets nahmen sie die Herausbildung einer komplexen, auf ihre Dynastie zugeschnittenen Herrschaftsideologie in Angriff, die zur Bildung eines Zusammengehörigkeitsgefühls in den Regionen des gesamten französischen Regnums, inbegriffen der angevinischen Territorien, beitragen sollte. König Philipp II. (seit der Schlacht von Bouvines auch Augustus genannt) war der erste Kapetinger, der sich rex Franciae (König von Frankreich) und nicht mehr rex Francorum (König der Franken) nannte. Mit der zeitgleich einsetzenden Rückbesinnung auf die universelle Herrschaftsauffassung Karls des Großen schufen die Kapetinger eine zusätzliche Legitimation einer ungeteilten Herrschaft über das französische Königreich.

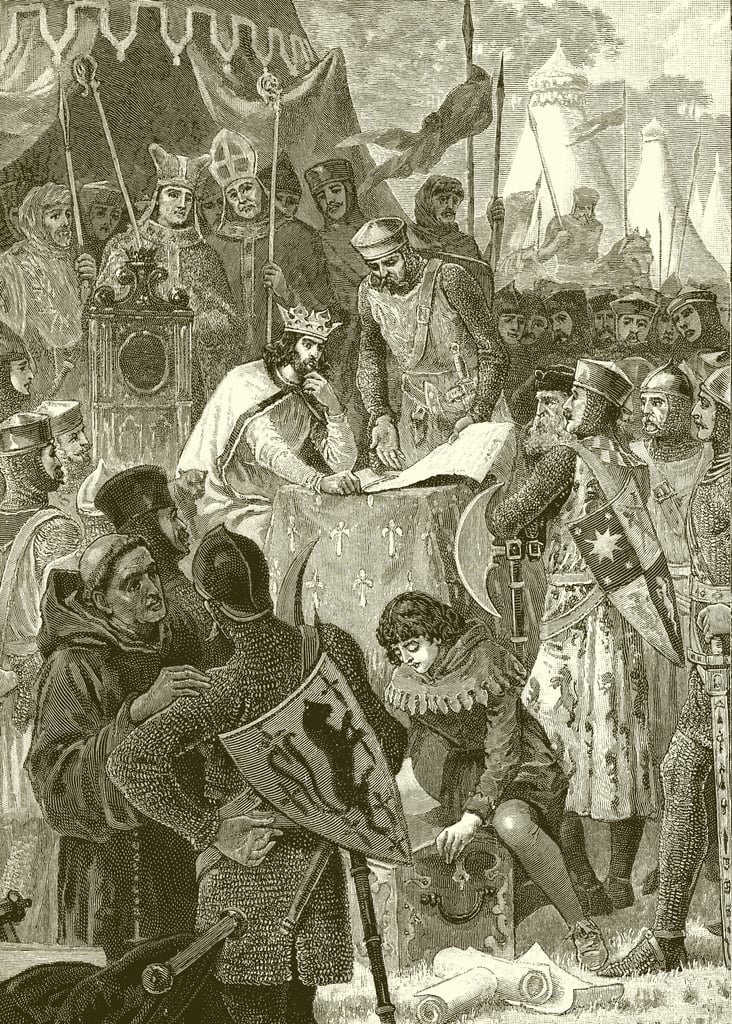
Johann Ohneland unterzeichnet die Magna Carta. Historisierende Darstellung aus der Cassell's History of England - Century Edition (1902).

Diese Entwicklungen gingen an den Herrschern des angevinischen Reichs, namentlich Heinrich II. Plantagenet und Richard Löwenherz, nahezu spurlos vorüber. Zwar versuchte besonders Richard, durch eine ideelle Anknüpfung an den mythischen Britenkönig Artus sein englisches Königtum zu erhöhen (Excalibur, Artusgrab in Glastonbury) und durch die Verbindung mit der Idee einer Britannica die englische Oberherrschaft auf den Inseln zu legitimieren, doch beschränkten sich diese Maßnahmen auch ausschließlich auf England und seine britischen Nachbarn. Bezogen auf das Festland haben es beide Könige versäumt, die strukturellen Defizite ihres Länderkomplexes durch institutionelle Reformen wie der Bildung eines einheitlichen Verwaltungsapparats und Rechtssystems zu beheben. Ebenso gelang es ihnen hier nicht, ein Einheitsgefühl unter ihren Untertanen zu erreichen. Die Aufrechterhaltung ihrer Herrschaft beruhte einzig auf militärischer Stärke, mit denen sie Opponenten niederwerfen, Angriffen von außen begegnen und dynastische Interessen gegenüber ihren Untertanen durchsetzen konnten. Diese Herrschaftsführung erweckte bei ihren Vasallen nicht selten den Anschein einer „angevinischen Despotie“ und begünstigte damit deren schnellen Abfall zum französischen König in den ersten Regierungsjahren Johanns. Letztlich konnten die Plantagenets nur in England ihre Herrschaft erhalten, wo sie ihr Überleben erst durch eine Teilung der Macht nach dem gewaltsamen Aufbegehren ihrer Barone gewährleisten konnten.
Darin liegt auch die Bedeutung des angevinischen Reichs für die Geschichte Englands. Wurde England durch die Etablierung eines franko-normannischen Adels seit der Eroberung durch den Normannenherzog Wilhelm im Jahr 1066 kulturell und politisch stark vom französischen Festland beeinflusst, schlug das Inselreich unter den ersten Plantagenetkönigen einen eigenen geschichtlichen Kurs ein. Die wachsende Opposition der Barone des Königreiches, hervorgerufen durch eine bedenkenlose Ausbeutung seiner finanziellen Ressourcen für dynastische Interessen auf dem Festland, führte zur Herausbildung eines politischen Selbstbewusstseins des baronialen Standes. Die dem König in der Magna Carta abgerungenen politischen Zugeständnisse lösten eine entscheidende Weichenstellung in der Verfassungsgeschichte Englands aus. Und nicht zuletzt begünstigte der Zusammenbruch des angevinischen Reiches die Entwicklung einer englischen Nationalidentität.
Durch den Besitz der Guyenne blieben die Plantagenets weiterhin in Vasallität zu Frankreich, wenngleich sie im weiteren geschichtlichen Verlauf vor allem als souveräne Könige von England auftraten. Die Auflösung dieses Lehnsverhältnisses und der Streit über die Verfügungsgewalt auf das Agenais, das nach dem Aussterben der Grafen von Toulouse mit der französischen Krondomäne vereint wurde, legte den Anlass für weitere Konflikte zwischen England und Frankreich, die maßgebliche Ursachen für den Ausbruch des Hundertjährigen Krieges im 14. Jahrhundert beisteuerten.